# Paradise Kiss
 (février 2015).
Si vous disposez d'ouvrages ou d'articles de référence ou si vous connaissez des sites web de qualité traitant du thème abordé ici, merci de compléter l'article en donnant les références utiles à sa vérifiabilité et en les liant à la section « Notes et références ».
Paradise Kiss (パラダイス・キス, Paradaisu Kisu) est une série de josei manga d'Ai Yazawa. Elle est prépubliée entre 2000 et 2003 dans le magazine de mode Zipper puis reliée en cinq volumes édités par Shōdensha. La version française est publiée en intégralité par Kana.
Une adaptation en série télévisée animée de douze épisodes produite par Madhouse est diffusée sur Fuji TV dans la case horaire noitaminA du 13 octobre 2005 au 29 décembre 2005.
Le manga se déroule dans le même univers que Gokinjo, une vie de quartier, du même auteur, dont il reprend plusieurs personnages.

## Synopsis
Yukari Hayasaka, lycéenne, étudie sans cesse pour les examens d'entrée à l'université, ne prenant pas tellement le temps de s'amuser. Elle est amoureuse d'un garçon de sa classe, Hiroyuki, qui ne semble pas s'en rendre compte.
Une rencontre fortuite dans la rue avec Arashi et Isabella, à l'allure originale, la fait s'évanouir. Elle se retrouve dans l'atelier, endroit où plusieurs étudiants de l'école de mode Yaz'Art travaillent à fabriquer des vêtements. À sa grande surprise, ils lui demandent de représenter leur marque ParaKiss, qu'ils tentent de vendre, en portant une de leurs créations (une robe) et être leur mannequin pour le défilé qui a lieu dans quelques semaines, ce qui leur permettra de valider leur dernière année.
Hésitante, Yukari comprend que c'est quelque chose qu'elle a envie de faire, allant jusqu'à abandonner l'école et s'enfuir de chez elle car sa mère, farouchement opposée à ses projets, refuse la proposition.
Son choix d'accepter est également lié à l'attraction étrange qu'elle ressent pour le mystérieux styliste de la bande, George, qui lui fera connaitre ce que c'est que de vivre passionnément.

## Personnages
Yukari "Caroline" Hayasaka (早坂紫, Hayasaka Yukari)
Voix japonaise : Yu Yamada, voix française : Céline Melloul
Yukari est une lycéenne qui, malgré son physique (très) avantageux, ne cherche au départ qu'à satisfaire les désirs de sa mère, c'est-à-dire réussir ses concours. Elle est inscrite dans un lycée privé où ses résultats sont plutôt moyens, car le niveau demandé est particulièrement élevé. Elle est amoureuse de Hiroyuki, qui est dans le même établissement qu'elle. C'est par hasard qu'elle rencontre Isabella et Arashi, qui remarquent tout de suite son potentiel en tant que mannequin, et veulent qu'elle les représentent lors d'un défilée à Yaz'Art. Bien que refusant cette proposition au début, elle va côtoyer les élèves de Yaz'Art de plus en plus et finalement trouver sa voie dans le mannequinat. Elle tombera folle amoureuse de George, et vivra une romance tant passionnelle que conflictuelle avec lui. Sa meilleure amie est Miwako, les deux jeunes filles trouvent réconfort l'une auprès de l'autre et parlent souvent de leurs histoires de couples. Elle deviendra mannequin professionnel et on apprendra qu'elle sera mariée dans un mois.
Jōji "George" Koizumi (小泉譲二, Koizumi Jōji)
Voix japonaise : Kenji Hamada, voix française : Philippe Roullier
Styliste de génie, Jogi (dit George) est un élève de Yaz'Art, et il est avec Miwako, Arashi et Isabella un créateur de la marque "Paradise Kiss". C'est un garçon très charmeur et mystérieux, qui se comporte souvent de manière illogique. Il est assez manipulateur et égoïste, et sait très bien comment convaincre ses interlocuteurs. D'après ses dires, Yukari est son idéal de femme à tous les niveaux, tant physique que psychologique, car il aime les belles femmes de caractère. Il est d'ailleurs fou amoureux d'elle, mais leur relation n'est pas simple car leurs désirs respectifs sont trop contradictoires. Il a commencé à dessiner et à fabriquer des vêtements alors qu'il était très jeune, au départ pour Isabella puis pour en faire son métier. Aussi étonnant soit-il, toutes ses créations personnelles sont exactement conformes aux mensurations de Yukari, qu'il arrive par ailleurs à déterminer du premier coup d’œil. Malgré son talent certain, il n'est, d'après Kaori et ses professeurs, pas fait pour le monde du prêt-à-porter mais plutôt celui de la haute couture, car ces créations sont trop originales et ne peuvent être portées par tout le monde. Il est le fils illégitime d'une ancienne mannequin devenue dépressive après la naissance de son fils, et d'un riche homme d'affaires qui ne l'a pas reconnu, c'est pourquoi il ne peut se permettre d'étudier de la manière qu'il souhaite car en cas de décès ou d'accident de son père, il n'aurait plus rien et sa mère non plus. Il décide à la fin du manga de partir étudier à l'étranger, son père lui permettant de ne plus dépendre de lui financièrement.
Miwako Sakurada (櫻田実和子, Sakurada Miwako)
Voix japonaise : Marika Matsumoto, voix française : Jessie Lambotte
Miwako est une élève de Yaz'Art, dans la même classe que George, Isabella et Arashi. Elle est petite et a une poitrine assez développée. Elle porte surtout les tenues de la marque de sa sœur, "HappyBerry", qui lui donne un style particulier et mignon. Ses cheveux sont roses. Pour suivre les traces de sa sœur, elle décide de travailler dans la mode, mais d'après elle, elle n'a pas le talent nécessaire pour créer des vêtements par elle-même, c'est pourquoi elle s'est associée avec d'autres camarades pour créer la marque "Paradise Kiss". Elle sort avec Arashi dont elle est très amoureuse. On apprend néanmoins qu'étant amie d'enfance avec Arashi et Hiroyuki, elle avait des sentiments pour les deux pendant son adolescence. Sa santé est assez fragile. Elle est très amie, voire meilleure amie avec Yukari (qu'elle appelle Caroline comme Isabella), et la soutient dans sa relation avec George (qu'elle décrit comme un parfait gentleman, bien que ce ne soit pas le cas). On apprend à la fin du manga qu'elle deviendra l'associée de sa sœur et qu'elle aura un enfant avec Arashi.
Arashi Nagase (永瀬嵐, Nagase Arashi)
Voix japonaise : Shunsuke Mizutani, voix française : Thierry Bourdon
Arashi est un élève de Yaz'Art, pour qui la couture est très importante. Il a un style punk, porte beaucoup de piercings et peut paraître assez immature, cependant il est très pragmatique et logique, notamment lorsqu'il désapprouve que Yukari abandonne ses études pour devenir mannequin. Il est excessivement possessif et jaloux, c'est pourquoi il demande à Miwako de ne pas voir Hiroyuki, car elle a eu des sentiments pour lui. On apprend qu'il a en fait un sentiment d'infériorité par rapport à Hiroyuki car il a forcé Miwako la première fois qu'ils ont couché ensemble. Il a très peur de la perdre, c'est pourquoi il a parfois un comportement plutôt violent à son égard. Il aura finalement un enfant avec Miwako.
Isabella Yamamoto (山本イサベラ, Yamamoto Isabera)
Voix japonaise : Chiharu Suzuka, voix française : Bérangère Jean
Isabella est la figure maternelle des membres de ParaKiss. Elle s'occupe de la réalisation des patrons à partir des dessins de Georges. Isabella est une personne très gentille et calme, qui ne juge jamais personne. Elle a inspiré la toute première robe de Georges lorsqu'ils étaient plus jeunes, et avait souvent l'habitude de prendre chaque vêtement qu'il finissait. Elle est issue d'une famille aisée, mais considère son majordome comme son père car il l'a toujours acceptée telle qu'elle était vraiment. En effet, Isabella est une femme transgenre et c'est aussi grâce à Georges qu'elle s'est révélée à sa véritable nature. Isabella est passionnée par les perles et aime prendre grand soin de son jardin ainsi que de ses roses. C'est d'ailleurs grâce à cela que la robe du défilé sera retravaillée après la confiscation des accessoires. Isabella encourage Yukari lorsqu'elle en a le plus besoin, que ce soit à propos de sa relation avec Georges où de son envie d'abandonner ses études. Quelque temps après le défilé, elle décide, prête à tout pour lui, de partir avec Georges pour Paris, afin de l'accompagner dans tous ces projets. C'est aussi pour ne pas le laisser seul, et être heureuse.
Hiroyuki Tokumori (徳森浩行, Tokumori Hiroyuki)
Voix japonaise : Noriyuki Uchino, voix française : Bruno Méyère
Camarade de classe de Yukari, il est celui dont elle est amoureuse, mais elle croit stupidement qu'elle est le genre de fille qui ne l'intéresse pas: il ne se doute donc pas de ses sentiments. Il a de très grande capacités intellectuelles, est le premier de sa classe et aspire à devenir physicien. Hiroyuki fut auparavant le voisin et ami de Arashi et Miwako, et également amoureux de celle-ci. Mais Arashi ayant interdit à Miwako - qui avait de forts sentiments pour lui - de le revoir, ils se sont séparés sans jamais échanger un signe, jusqu'à l'apparition de Yukari. En effet, Arashi accepte, après de gros efforts et plusieurs crises, de discuter avec Hiro et de tout mettre à plat: le trio redevient ainsi amis sans aucune ambiguïté. Hiroyuki est très étonné du choix de Yukari de devenir mannequin mais après l'avoir vu au défilé, il voit à quel point elle est heureuse et sait qu'elle fera un excellent top model. C'est également à cette occasion qu'il déclara être amoureux de Yukari, mais pense qu'elle n'a désormais plus besoin de lui pour briller. Quelques années plus tard, on découvre qu'Hiroyuki a épousé Yukari, lui procurant la stabilité et l'amour paisible dont elle avait besoin.
Kaori Asō (麻生香, Asō Kaori)
Voix japonaise : Miho Saiki
Ancienne élève de Yaz'Art. Elle est partie à Londres après avoir gagné le défilé et est devenue une styliste. C'est une des plus proches amies de Georges, et elle a également des sentiments pour lui mais préfère en rester là car elle sait qu'il est le genre de type qui ne pourra jamais rendre une fille heureuse. D'après une discussion tenue entre Georges et Yukari, Kaori est la seule femme qu'il ne pourra jamais fréquenter, ce qui laisse entendre qu'il a des sentiments spéciaux pour elle.
Mikako Kouda
Voix japonaise : Rumi Shishido, voix française : Olivia Dutron
Grande sœur de Miwako, elle est une styliste très douée et reconnue. Elle est mariée et a une enfant. Elle dirige une boutique de vêtements très renommée et fera connaître Yukari à une grande dirigeante d'une prestigieuse agence de mannequins. On la confond souvent avec sa petite sœur, bien qu'elle ait moins de poitrine que celle-ci.
Yasuko Hayasaka
Voix japonaise : Shoko Tsuda
Mère de Yukari. C'est elle qui est le principal frein du désir de sa fille de devenir mannequin. Lorsqu'elle apprend que les résultats scolaires de Yukari faiblissent à cause de sa nouvelle activité, une violente dispute éclate entre elles deux et Yukari décide de partir de chez elle. On apprend plus tard que sa mère veut son retour à la maison mais qu'elle dissimule ses émotions à ce propos. Sa mère conclu alors un marché avec sa fille: Yukari peut défiler mais doit passer ses examens et aller à l'université, ce qui signifie qu'elle ne pourra devenir mannequin plus tard. La veille au soir du défilé, Yukari lui révèle qu'elle ne veut pas aller à la fac mais faire du mannequinat, ce qui lui vaut une énorme claque au visage et une interdiction formelle de le faire. Le défilé passé, Yukari dépose sa photo du second prix sur la table avec un espoir et la retrouve le soir-même encadré au mur: sa mère l'a finalement acceptée telle qu'elle est, et la pousse à réussir dans le monde du mannequinat (voire à devenir top model).
Suguru Hayasaka
Voix japonaise : Makoto Tsumura
Petit frère de Yukari. C'est un surdoué qui a été accepté dans l'école primaire où Yukari a été refusée. Il désire plus que tout que sa sœur soit heureuse, et les conflits entre sa mère et Yukari l'attristent profondément. Il aime particulièrement jouer aux jeux vidéo.
Yukino Koizumi
Voix japonaise : Yoshino Takamori
Mère de George, elle est dépressive et alcoolique, allant jusqu'à blesser son fils et dire que sans lui, elle aurait réussi dans le monde du mannequinat. Elle est très dépendante du père de George.
Alice Yamaguchi (山口アリス, Yamaguchi Arisu)
Voix japonaise : Rumi Shishido
Professeur Hamada
Voix japonaise : Akiko Kawase, voix française : Fabrice Lelyon

## Lieux et évènements importants
L'Atelier
L'Atelier, nom donné affectueusement par l'équipe, est le lieu où George, Miwako, Isabella et Arashi travaillent sur leurs créations après les cours. Il est le lieu principal de l'histoire et là où se passent les évènements racontés. Très peu de personnes remarquent l'entrée de l'Atelier, car il faut traverser un labyrinthe de rues et descendre jusqu'à l'embouchure d'un sous-sol. Sur la porte d'entrée se trouve une petite pancarte portant le nom de Paradise Kiss. À l'intérieur, les murs sont peints dans un rose électrique avec des motifs de papillons. Des tables et des fauteuils composent le mobilier principal et l'Atelier sert aussi de « cantine » : Isabella cuisine souvent pour les autres membres lorsqu'ils passent beaucoup de temps à l'atelier.
Originellement, l'Atelier était un bar appartenant à l'oncle de George. À la suite d'un problème financier, il le lui céda et lui permit de redécorer le bar pour ses besoins personnels. Pourtant, l'Atelier garda en grande partie son infrastructure et son ameublement d'origine, comme le bar et ses verreries, une salle de bains et une cuisine. L'endroit sert littéralement d'atelier où travaillent les stylistes et où la bande confectionnent toutes leurs créations, se servant la plupart du temps des multiples machines à coudre installées.
Chacun des membres du groupe à un rôle bien défini dans la confection des vêtements : George les dessine, Arashi s'occupe de trouver les tissus et les différents accessoires, Miwako et Isabella cousent le modèle et ajoutent les éléments accessoires.
L'Entrepôt
Tout au long du manga, George fait part à Yukari d'un endroit qu'il possède, et qui est rempli de toutes ses créations. Sachant que le style de ses vêtements est spécial et ne déchaine pas les foules, il ne les présente pas au grand public. Mais également, les créations de George sont uniques pour lui et doivent donc être portées par quelqu'un de tout aussi spécial et unique. C'est pour cela que lorsqu'il décide de partir pour Paris, il laisse à Yukari une clé : celle de l'entrepôt. L'émotion est immense pour 'Caroline' lorsqu'elle ouvre la porte, car elle réalise que George lui laisse un des plus beaux cadeaux qui soit : ses créations qu'il considère comme ses 'bébés'. Yukari apparaît donc comme LA personne importante à ses yeux, celle qui peut mettre le plus en valeur ce qu'il a chéri.
Yaz'Art Academy et le Défilé Final
La Yazawa Art Academy (dit Yaz'Art ou Yazademy par les autres écoles) est assez mal vu par les autres écoles, celles-ci la voyant comme un endroit où les élèves ne font que s'amuser et coudre des vêtements au lieu d'étudier. Les étudiants de Yaz'Art, contrairement aux autres, sont libres des contraintes du système scolaire japonais, ne portant pas d'uniforme et sont affranchis de tout code vestimentaire. Leurs cours sont également différents, ceux-ci ne portant que sur la mode, la théorie de la confection et la manière de créer des vêtements.
Également, la Yaz'Art Academy est renommée pour organiser tous les ans un défilé de mode en fin d'année ouvert au public, afin que quelques élèves - les plus brillants de chaque niveau de classe - puissent valider leur année en montrant une de leurs créations.
Le règlement du défilé veut que :
- L'élève qui participe peut s'entourer d'un groupe d'autres étudiants de l'école qui l'aide à confectionner la création ;
- Ces élèves n'ont le droit que d'être des aides au styliste, car seul celui-ci pourra prétendre à la récompense du défilé ;
- La création doit être une pièce unique, confectionnée durant le temps imparti donné, pas avant ;
- Les accessoires ou tout autre partie de la création ne doivent être travaillés qu'en dehors des heures de cours, auquel cas l’équipe se verra privée de ces accessoires ;
- Un modèle (généralement féminin) doit être choisi par l'équipe pour porter la création ;
- Ce n'est pas que la création mais également le modèle qui est jugée pour l’obtention des points.

La récompense du défilé amène souvent le gagnant à partir dans un autre pays pour devenir un futur styliste renommé.
Création de la robe de George
George se verra changer d'avis énormément de fois quant à la robe présentée. Il passe d'abord par l'idée de créer une robe décadente de couleur criarde, avec des plumes déposées sur un des côtés. Il finit rapidement par délaisser cette idée et commence à s'inspirer de Yukari et de tout ce qu'elle dégage. Il pense ainsi à faire sa création sur le thème du papillon, ajoutant des roses peintes en bleu sur tout le bas de la robe et en mettre également dans la coiffure de Yukari. Cette robe est la représentation de ce que lui inspire Yukari : une femme passionnée à la recherche de sa liberté.
ParaKiss
Le groupe - composé de George, Miwako, Arashi et Isabella - décide, sous la direction de George, de sortir leur propre marque de vêtements qu'ils nomment "ParaKiss". Ils décideront par la suite de désigner leur groupe ainsi. Ils démarchent des tas de boutiques mais n'arrivent jamais vraiment à vendre leurs créations (ce sont surtout celles de Georges), car le style de vêtements - trop victorien, décadent - n'accroche pas le public. Finalement, lorsque tous les projets des membres se voient recalculés à la fin du défilé, le groupe décide d'arrêter l'aventure. Georges s'en va vers un ailleurs avec Isabella, Miwako et Arashi poursuivent leurs rêves, dans la vente de vêtements pour l'une, la musique pour l'autre.

## Manga

Logo de la version française du manga.

Paradise Kiss est prépublié dans le magazine de mode japonais Zipper entre 1999 et 2003. La série est publiée par Shōdensha en un total de cinq volumes reliés sortis entre avril 2000 et août 2003. Une édition au format Bunko en quatre volumes est publiée par Shūeisha à partir de janvier 2014.
La série est publiée en version française par Kana en cinq volumes sortis entre novembre 2004 et mai 2005 jusqu'à l'arrêt de la commercialisation de l'édition en 2011. Une édition intégrale sort le 15 juin 2009  (ISBN 978-2-5050-0730-2). La version anglaise est distribuée en Amérique du Nord par Tokyopop, qui la publie également dans son magazine Smile. Après la liquidation de Tokyopop en 2011, les droits sont rachetés par Vertical, Inc.. La série est également distribuée par Madman Entertainment en Australie et Nouvelle-Zélande, par Waneko en Pologne et par Comics Factory en Russie.

### Liste des volumes
| no | Japonais        | Japonais      | Français         | Français          |
| no | Date de sortie  | ISBN          | Date de sortie   | ISBN              |
| -- | --------------- | ------------- | ---------------- | ----------------- |
| 1  | 7 avril 2000    | 4-396-76219-4 | 21 novembre 2004 | 978-2-8712-9688-1 |
| 2  | 30 janvier 2001 | 4-396-76240-2 | 21 novembre 2004 | 978-2-8712-9689-8 |
| 3  | 5 novembre 2001 | 4-396-76259-3 | 28 janvier 2005  | 978-2-8712-9708-6 |
| 4  | 5 juillet 2002  | 4-396-76276-3 | 4 mars 2005      | 978-2-8712-9724-6 |
| 5  | 29 août 2003    | 4-396-76308-5 | 6 mai 2005       | 978-2-8712-9779-6 |

## Anime
Une adaptation en série télévisée animée de douze épisodes produite par Madhouse est diffusée sur Fuji TV dans la case horaire noitaminA du 13 octobre 2005 au 29 décembre 2005. Elle est réalisée et scénarisée par Osamu Kobayashi avec un Chara-design de Nobuteru Yūki.

### Musiques
- Génériques
  - Opening (Début) : Lonely in Gorgeous, par Tommy february6
  - Ending (Fin) : Do You Want To par Franz Ferdinand

#### OST
Composée de 2 CD, la bande originale de la série comporte des musiques de fond apparues dans celle-ci, des chansons jouées par le groupe d'Arashi, The Babys, ainsi que des extraits de l'anime.

## Adaptation cinématographique
En 2009, la Fox cherche à adapter Paradise Kiss avec un budget de 3 à 4 millions de dollars en collaboration avec la compagnie de production japonaise IMJ.
Le 30 mai 2011, l'avant-première du film se tient au Shibuya CCLemon Hall en présence des acteurs et du réalisateur Takehiko Shinjo[réf. nécessaire].
Le film sort au Japon le 4 juin 2011.

### Distribution
- Osamu Mukai : Jōji "George" Koizumi
- Keiko Kitagawa : Yukari "Caroline" Hayasaka
- Aya Oomasa : Miwako Sakurada
- Yusuke Yamamoto : Hiroyuki Tokumori
- Kento Kaku : Arashi Nagase
- Shunji Igarashi : Isabella
- Kato Natsuki : Kaori Asou
- Hiroyuki Hirayama : Seiji Kisaragi

### Musique
La chanteuse de J-Pop YUI interprète le générique d'ouverture, HELLO ~ Paradise Kiss ~, et celui de fin, YOU[réf. nécessaire].
Un Original Soundtrack composé par Ike Yoshihiro est également sorti en 2011, regroupant toutes les musiques qui apparaissent dans le film durant les scènes-clés. Deux chansons du groupe Sweetbox ont également été incluses dans leur quasi-totalité (au même titre que celles de YUI), tandis que d'autres de trois différents groupes n'ont été que brièvement utilisées. Les musiques sans artistes ont été composées pour le film.